# Sulcascaris sulcata
Sulcascaris sulcata ist eine Art der Spulwürmer, die weltweit als Parasit im Magen von Meeresschildkröten auftritt. Sie ist die einzige Art innerhalb der Gattung Sulcascaris.

## Merkmale
Erkennungsmerkmale der Gattung sind die nahe quadratischen, abgerundeten Lippen, welche in der Mitte des Seitenrands einen stumpfen dreieckigen Fortsatz tragen, und das Vorhandensein von Zwischenlippen (Interlabia). Die beiden Spicula sind gleich lang.
Die Ausscheidungspore von Sulcascaris sulcata liegt an der Lippenbasis. Der Nervenring befindet sich 828 ± 171 µm hinter dem Vorderende. Der Ösophagus ist 4,7 mm lang und endet im etwa 1 mm langen Ventriculus, welches keine Blindsäcke. Parallel zum Ventriculus liegt ein kleiner sackartiger Blinddarm. Die Spicula sind 1,735 ± 884 mm lang. Vor und hinter der Kloake liegen zahlreiche Papillen.
Die Larven von Sulcascaris sulcata sind 10 bis 22 mm lang und haben rudimentäre Lippen. Die Ausscheidungspore liegt etwas hinter den Lippen, 92 µm hinter dem Vorderende. Der Ösophagus ist 1,5 mm lang, der Nervenring befindet sich 92 µm vom Vorderende entfernt.

## Lebenszyklus
Die Larven scheiden Eier mit dem Kot aus. Die daraus schlüpfenden Larven werden über das Atemrohr von Weichtieren eingeatmet. In ihnen entsteht über zwei Häutungen die Larve 3, die sich vor allem im Schließmuskel der Schalentiere aufhält. Nach Häutung zur Larve 4 sind sie etwa 5 mm lang und infektiös für Meeresschildkröten, die sie mit dem Fressen des Weichtiers aufnehmen. Die Ausscheidung der Eier beginnt etwa sechs Monate nach der Infektion (Präpatenz).